# Osmia dives
Osmia dives är en biart som beskrevs av Alexander Mocsáry 1877.
Arten ingår i släktet murarbin och familjen buksamlarbin. Inga underarter finns listade i Catalogue of Life.

## Beskrivning
Artens grundfärg är vanligen mörk, hos honan helt mattsvart. Hos honan är behåringen orange och gles på hjässan och mellankroppen, tätare och ljusare i ansiktet. Bakkroppen har orangefärgade tvärband. Hanen har vithårigt ansikte; behåringen på resten av kroppen är ljus. Honan är omkring 13 mm lång, hanen omkring 12 mm.

## Utbredning
Osmia dives förekommer i Sydeuropa, Nordafrika, Turkiet, Cypern, Azerbajdzjan, Syrien, Jordanien, Israel, Palestina, Iran, Kirgizistan och Turkmenistan.

## Ekologi
Arten är polylektisk, den flyger till blommande växter från flera familjer, som ärtväxter och korgblommiga växter.
Likt alla murarbin är biet solitärt (icke-socialt); honan ansvarar själv för avkommans omsorg.